# Marcelo Quiroga Santa Cruz
Marcelo Quiroga Santa Cruz (Cochabamba; 13 de marzo de 1931-La Paz, Bolivia; 17 de julio de 1980) fue un político, líder socialista, escritor y docente universitario boliviano.

## Biografía
Marcelo Quiroga nació el 13 de marzo de 1931 en la ciudad de Cochabamba. Fue el cuarto de los cinco hijos del político José Antonio Quiroga y Elena Santa Cruz, Marcelo pasó su infancia entre Cochabamba y La Paz. La primaria la cursó en el colegio La Salle de El Alto, ya que en 1934 su padre, que fue diputado por el Partido Republicano Genuino y ministro del gobierno de Daniel Salamanca, abandonó la política decepcionado por la caída del presidente y se volvió a establecer con la familia en Cochabamba.
En 1943 la familia se instala nuevamente en La Paz al asumir el padre la gerencia general de Patiño Mines, la empresa del barón del estaño. Allí Marcelo continúa sus estudios primero en el colegio La Salle, después en el Instituto Americano y finalmente el colegio Nacional Bolívar, donde termina el bachillerato.
Realizó el servicio militar en 1949 y fue testigo de las movilizaciones populares durante la guerra civil provocada por el levantamiento del Movimiento Nacionalista Revolucionario.
En 1950 viaja a Santiago para estudiar derecho en la Universidad de Chile, donde ya estaban sus hermanos mayores, Alfonso y Mario.
Dos años más tarde regresa a Bolivia y continúa sus estudios de derecho, así como de filosofía y letras, en la Universidad Mayor de San Andrés. Combina la política con la literatura: organiza, junto a Sergio Almaraz, un movimiento para detener el conflicto en Corea y funda el semanario Pro Arte, que dirige. Pero ante la revolución de abril, la familia se exilia en Chile.
En Chile realiza estudios de dirección teatral y participa, como delegado de Bolivia, en el Congreso Continental de la Cultura. En 1954 se casa con María Cristina Trigo y entabla amistad con el escritor y político Roberto Prudencio Romecín, que ese mismo año llega exiliado de Bolivia. Su hija María Soledad nace en Santiago en 1957, mientras Quiroga trabaja como empleado en una empresa minera al tiempo que escribe la que será su primera novela.
Su segundo hijo, Pablo Rodrigo, nacerá en Salta, Argentina, en 1959. Con el pintor Enrique Arnal, su amigo de la infancia, parte en barco a Europa con el proyecto de instalarse en París. Durante el viaje, sufre un ataque de apendicitis y tiene que ser operado en el navío. Ante las dificultades que encuentra en la capital francesa, regresa a los pocos meses a Bolivia, donde ese año aparecerá su novela Los deshabitados.

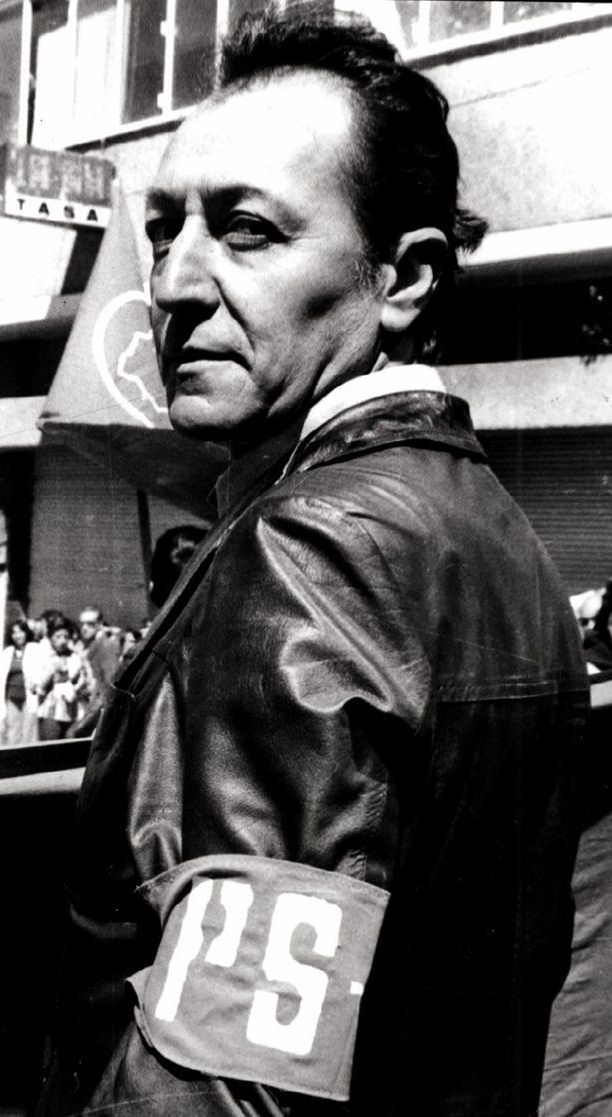

En su patria trabajará en la empresa importadora familiar SEFESA y en 1960 publicará en El Diario una serie de artículos sobre la situación boliviana bajo el título común de La victoria de abril sobre la nación, que más tarde saldrán como libro.
Fundó el periódico El Sol en 1964, que bajo su dirección adoptó una posición crítica ante el gobierno del general René Barrientos

### Vida política
En 1966 es elegido diputado por Cochabamba como invitado independiente de la Comunidad Demócrata Cristiana conformada por el Partido Demócrata Cristiano y la Falange Socialista Boliviana. Desde el parlamento continúa sus críticas al régimen de Barrientos. Invitado, gracias a su labor periodística, por el gobierno de Inglaterra, Quiroga visita con su esposa ese país y aprovechan de realizar una corta gira por otros países europeos.
Sus críticas al gobierno le traen el desafuero parlamentario, el secuestro, atentado con explosivos contra su domicilio, confinamiento en Alto Madidi y cárcel.
En 1969 es nombrado ministro de Minas y Petróleo bajo el gobierno del general Alfredo Ovando Candía y, posteriormente, de Energía e Hidrocarburos. Quiroga fue el autor de la nacionalización de la Bolivian Gulf Oil Company, de los decretos que establecieron el monopolio del comercio exterior de minerales y la obligación de entregar al Banco Central el 100 % de las divisas generadas por las exportaciones. Al mismo tiempo, enseña ciencias políticas y economía en la Universidad Mayor de San Andrés.
Marcelo Quiroga renunció a su cargo de ministro en mayo de 1970, después de que Ovando diera un viraje hacia la derecha y, al año siguiente, junto a un grupo de intelectuales y dirigentes sindicales, fundó el Partido Socialista, del que fue nombrado primer secretario. Durante el golpe de Estado del general Hugo Banzer Suárez, Quiroga lucha junto a las fuerzas que tratan de resistirlo. Pero luego de ser derrotadas, e instaurándose la dictadura sale al exilio, primero a Chile, y después a Argentina, donde enseña en la Universidad de Buenos Aires, y a México (1975), país en el que se desempeñará como profesor a tiempo completo de la UNAM, además de ser columnista regular en periódicos locales.
Fue director invitado del Simposio sobre Poder Político en América Latina organizado por el Congreso Centenario de Americanistas en La Sorbona (París 1976), miembro fundador del I Instituto de Economistas del Tercer Mundo, miembro fundador del Seminario Permanente para América Latina (México 1976), delegado de América Latina para el análisis crítico de la Política Hemisférica del Gobierno estadounidense (Washington 1977), y delegado a la Tribuna Internacional del Socialismo (Yugoslavia 1979).
En 1977 había retornado clandestinamente a Bolivia, para reasumir la conducción del Partido Socialista que había permanecido proscrito durante el régimen banzerista, y que adoptó la denominación de Partido Socialista-1 (PS-1). Fue candidato a la presidencia de la república en las elecciones de 1978 (obtuvo el 0,7 % de los votos), así como también en las 1979 (4,82 %) y de 1980 (8,71 %, 4.º lugar).

### Juicio de Responsabilidades a Bánzer
Como diputado en la legislatura de 1979 emplazó a juicio de responsabilidades a Banzer por los delitos cometidos durante los siete años de dictadura, desplegando extraordinarias dotes de orador, así como una lúcida capacidad analítica y crítica.

### Asesinato
El 17 de julio de 1980, al producirse el sangriento golpe protagonizado por Luis García Meza Tejada y Luis Arce Gómez, fue herido y apresado por militares durante el asalto a la Central Obrera Boliviana (COB), quienes lo condujeron al Estado Mayor del Ejército, lo torturaron y lo asesinaron, haciendo desaparecer luego sus restos. Marcelo Quiroga Santa Cruz permanece desaparecido.
Por este asalto entre otros delitos fue condenado Luis García Meza a pasar 30 años de prisión sin derecho a indulto en Bolivia.
Tras la creación de la Comisión de la Verdad en agosto de 2017 se anunció que entre los casos de investigación de la misma estaría su asesinato.

## Bibliografía

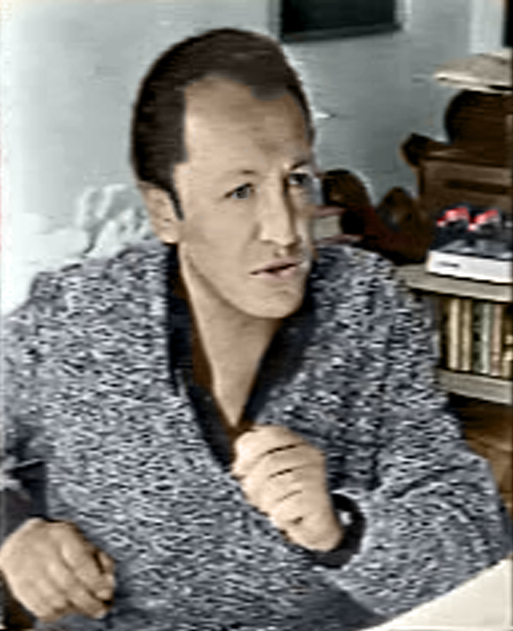

## Obras

### Ficción
- Un arlequín está muriendo, poesía, escrita en 1952, inédito
- Los deshabitados, novela, La Paz, 1959
- Otra vez marzo, novela inconclusa, Los Amigos del Libro, Cochabamba/La Paz, 1990

### Política y periodismo
- La victoria de abril sobre la nación, Impr. E. Burillo, 1964; serie de artículos escritos en 1960 en El Diario
- Desarrollo con soberanía, desnacionalización del petróleo, Editorial Universitaria, 1967
- El gas que ya no tenemos, Editorial Universitaria, 1968
- Lo que no debemos callar, edición del autor, 1968
- Acta de transacción con la Gulf - Análisis del decreto de indemnización a Gulf, Universidad Mayor de San Andrés, 1970
- El saqueo de Bolivia, 1973
- Oleocracia o patria, 1976
- Hablemos de los que mueren, 1982, recopilación de artículos escritos durante el exilio mexicano

## Homenajes
El Premio Plurinacional de Novela, la Ley de Lucha contra la corrupción, enriquecimiento ilícito e investigación de fortunas y Un concurso de novela organizado por la municipalidad de Cochabamba llevan el nombre de Marcelo Quiroga Santa Cruz (en 2012 iba en su VI edición). En su honor también existen colegios, establecimientos culturales, calles y plazas.

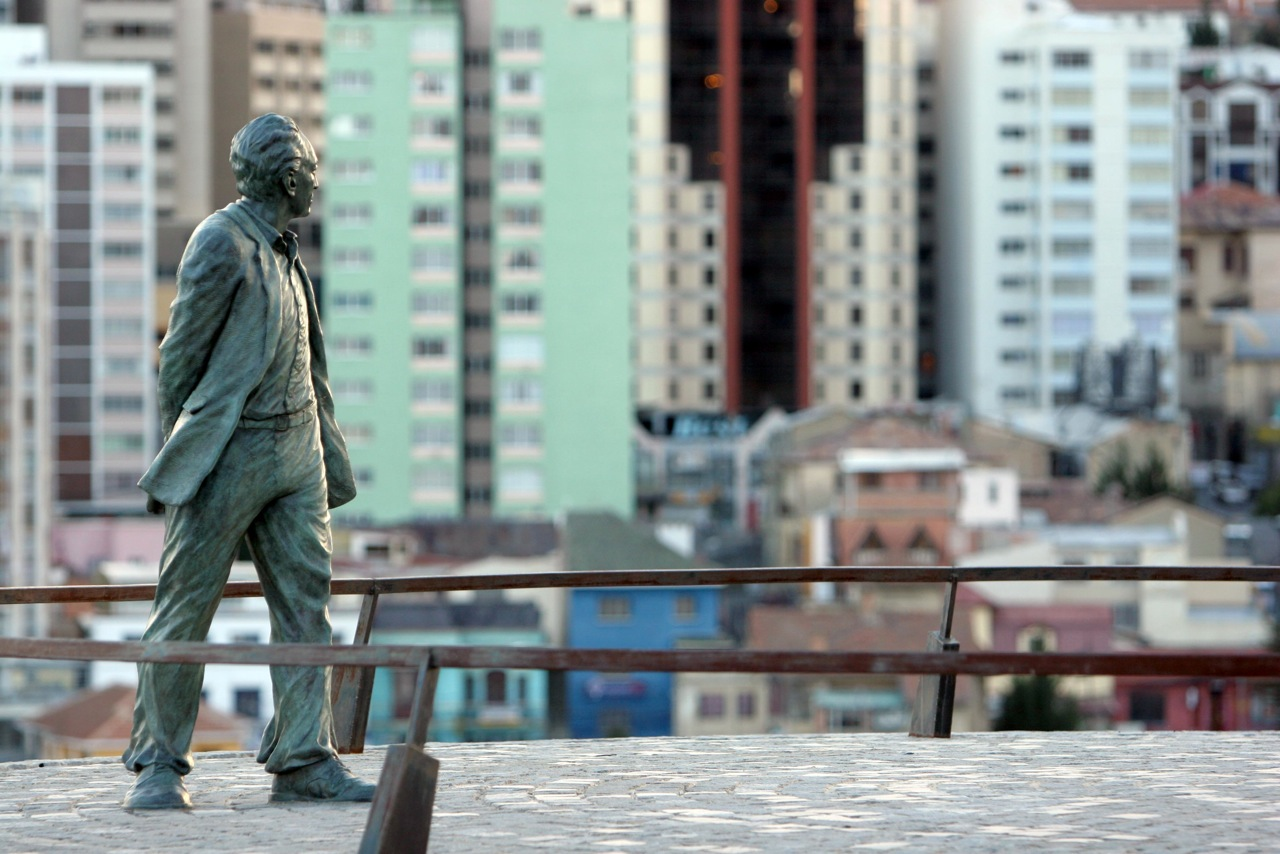
Escultura de Quiroga en escala natural, Parque Urbano Central, La Paz